# Lassy (Ille y Vilaine)
 Lassy  es una población y comuna francesa, situada en la región de Bretaña, departamento de Ille y Vilaine, en el distrito de Redon y cantón de Guichen.

## Demografía
| 333 | 373 | 441 | 729 | 911 | 1026 |
| Para los censos de 1962 a 1999 la población legal corresponde a la población sin duplicidades (Fuente: INSEE [Consultar]) |     |     |     |     |      |